# Ducado de Mola
El ducado de Mola con grandeza de España originaria fue un título nobiliario español concedido por Francisco Franco, el 18 de julio de 1948, a título póstumo, a favor del general Emilio Mola Vidal.
El ducado fue suprimido el 21 de octubre de 2022 tras la entrada en vigor de la Ley de Memoria Democrática.

## Denominación
La denominación de la dignidad nobiliaria refiere al apellido paterno, por lo que fue universalmente conocida la persona a la que se le otorgó, a título póstumo, dicha merced nobiliaria.

## Armas
De merced nueva. Acuartelado, 1.º y 4.º: en oro, una rueda de molino con estrías; 2.º y 3.º: en gules, un castillo de oro.

Grandes armas del ducado de Mola como grande de España

## Duques de Mola
|                               | Titular                        | Periodo                       |
| Creación por Francisco Franco | Creación por Francisco Franco  | Creación por Francisco Franco |
| ----------------------------- | ------------------------------ | ----------------------------- |
| i                             | Emilio Mola Vidal              | 1948 (título póstumo)         |
| ii                            | Emilio Mola y Bascón           | 1948-2009                     |
| iii                           | Emilio Mola y Pérez de Laborda | 2009-2022                     |